# Сони, Аник
Аник Сони (англ. Anick Soni; род. 3 апреля 1995, Лестер, Великобритания) — британский интерсекс-активист азиатского происхождения. Артист и член Королевского общества искусств. В 2020 году он стал соучредителем интерсекс-благотворительной организации InterconnectedUK в Великобритании.

## Биография
У Аника Сони синдром частичной нечувствительности к андрогенам и он родился с гениталиями промежуточного типа, включая гипоспадию. В возрасте 4 месяцев Сони перенес неудачную операцию, после чего в течение 17 лет было проведено несколько дополнительных операций, чтобы попытаться исправить последствия первой операции и увеличить размер пениса. В интервью, которое Аник Сони дал в 2017 году Патрику Струдвику для BuzzFeed, он вспоминает неоднократные медицинские осмотры, жизнь в страхе перед раскрытием правды о его теле в школе, желание в подростковом возрасте быть «нормальным», то что в тот период он никогда не встречал другого интерсекс-человека и отсутствие психологической поддержки для него или его родителей, что привело к попытке самоубийства. Во взрослом возрасте Сони решил сделать фаллопластику. В 21 год Аник узнал термин «интерсекс», когда получил доступ к своим медицинским картам.
В 2017 году Сони окончил Вестминстерский университет с отличием в области права. В рамках учебной программы год провёл в Сиднее, в Австралии. В настоящее время он изучает социологию детства и права детей в Университетском колледже Лондона. В феврале 2018 года он впервые участвовал в мероприятии для интерсекс-людей на конференции OII Europe в Копенгагене, что было запечатлено в фильме для BBC.

## Средства массовой информации
Сони был героем телевизионного и радио- документального фильма BBC под названием «Дневники интерсекс-людей». В январе 2020 года Сони стал первым интерсекс-человеком на обложке журнала Attitude.

## Правозащитная деятельность
Аник Сони публично занимается в интерсекс-активизмом с 2017 года, когда впервые поделился своей историей в материале для BuzzFeed. Сони проводит кампании за защиту от дискриминации и принудительных операций, за улучшение поддержки интерсекс-детей и лиц, обеспечивающих уход за ними, за видимость интерсекс-людей. Он говорит о себе как о «стороннике личного согласия и телесной автономии, а не противнике хирургии». Сони написал первый брифинг по интерсекс-вопросам для парламента Великобритании. Сони ведет правозащитную деятельность на национальном и международном уровнях.
В 2018 году он помог организовать первый интерсекс-парад в Лондоне с другими активистами и союзниками и является офицером по связям с общественностью UK Black Pride. Сони считает, что интерсекс не обязательно является частью ЛГБТ+ движения, однако, как бисексуал говор о пересечении этих явлений.
В 2020 году он стал соучредителем и попечителем новой интерсекс-благотворительной организации InterconnectedUK (iConUK).

## Признание
Сони — член Королевского общества искусств. В 2019 году он был награжден премией Gay Times «Первопроходец британского сообщества» в знак признания его работы в области интерсекс-активизма.

## Выборочная библиография
- Сони, Аник (1 мая 2019). "Telling Caster Semenya her body is not normal damns the future of sport". Metro.
- Сони, Аник (30 сентября 2018). "Why I Made A Film About Being Intersex". AZ Magazine.